# 牧田村 (三重県)
牧田村（まきたむら）は三重県鈴鹿郡にあった村。現在の鈴鹿市の中部、近鉄鈴鹿線・平田町駅の周辺にあたる。

## 地理
- 河川：鈴鹿川

## 歴史
- 1889年（明治22年）4月1日 - 町村制の施行により、弓削岡田村・甲斐村・平田村・算所村の区域をもって発足。
- 1942年（昭和17年）12月1日 - 国府村・庄野村・高津瀬村・石薬師村・河芸郡白子町・神戸町・稲生村・飯野村・河曲村・一ノ宮村・箕田村・玉垣村・若松村と合併して鈴鹿市が発足。同日牧田村廃止。

## 交通

### 鉄道路線
現在は旧村域に近鉄鈴鹿線の平田町駅が所在するが、当時は未開業。